# Blank Label Comics
Blank Label Comics è l'appellativo di una serie di fumetti online i cui creatori hanno creato un fondo comune per la sua promozione e assistenza reciproca. Il progetto Blank Label Comics è stato inaugurato in internet con un sito il 23 maggio 2005.
Tutti i fumetti sono stati dapprima depositati sui server di Keenspot. Siccome molti di questi fumetti stavano traslocando, Keenspot ha avvertito gli utenti sulla pagina della messaggistica istantanea.
I fondatori del gruppo furono Brad Guigar, Paul Southworth, Kristofer Straub, Paul Taylor, Steve Troop e David Willis, con Greg Dean e Dave Kellett unitisi il 22 giugno 2005, e Howard Tayler il 19 ottobre 2005.
Il primo novembre 2007 Kris Straub, Brad Guigar e Dave Kellett hanno abbandonato la Blank Label Comics per unirsi agli studi Straud con Scott Kurtz, Halfpixel.com.

## Membri della Blank Label Comics

### Membri storici
- Brad Guigar (Greystone Inn, Evil Inc. and Courting Disaster)
- Paul Southworth (Krazy Larry and Ugly Hill)
- Kristofer Straub (Checkerboard Nightmare, Starslip Crisis and Halfpixel)
- Paul Taylor (Wapsi Square)
- Steve Troop (Melonpool)
- David Willis (Shortpacked! and It's Walky!)

### Membri anziani
- Greg Dean (Real Life Comics, unitosi il 22 giugno 2005)
- Dave Kellett (Sheldon, unitosi il 22 giugno 2005)
- Howard Tayler (Mercenario Schlock, unitosi il 19 ottobre 2005)
- Spike Trotman (Templar, Arizona,  unitosi il marzo del 2010)
- Kel McDonald (Sorcery 101, unitosi il marzo del 2010)

### Riconoscimenti

#### Riconoscimento per la scelta artistica animata
Riconoscimento per la scelta artistica animata del 2006
- Best Character Design: Ugly Hill By Paul Southworth
- Best Sci-Fi (tied): Starslip Crisis by Kristofer Straub

2007 Web Cartoonist's Choice Awards Nominations
- Outstanding B&W Comic: Starslip Crisis by Kristofer Straub
- Outstanding Character Rendering: Ugly hill By Paul Southworth
- Outstanding Use of the Medium: Halfpixel by Kristofer Straub
- Outstanding Web Design: Starslip Crisis by Kristofer Straub
- Outstanding Comedic Comic: Sheldon by Dave Kellett and Shortpacked! by David Willis
- Outstanding Sci Fi Comic: Schlock Mercenary by Howard Tayler and Starslip Crisis by Kristofer Straub
- Outstanding Superhero/Action Comic: Evil Inc by Brad Guigar